# Shafter (Californie)
Pour les articles homonymes, voir Shafter.
Shafter est une ville du comté de Kern en Californie, aux États-Unis.

## Démographie
| 1940  | 1950  | 1960  | 1970  | 1980  | 1990  |
| ----- | ----- | ----- | ----- | ----- | ----- |
| 1 258 | 2 207 | 4 576 | 5 327 | 7 010 | 8 409 |

| 2000   | 2010   | - | - | - | - |
| ------ | ------ | - | - | - | - |
| 12 736 | 16 988 | - | - | - | - |